# مینو شفیع
مینو شفیع (زاده ۱۳۳۵، تهران) بازیگر سینما و تلویزیون ایران در قبل از انقلاب است. او دختر رضا شفیع همان بازیگری است که نقش پدرش را در فیلم‌های صمد بازی می‌کرد.

## زندگی‌نامه
- متولد ۱۳۳۵ تهران
- تحصیلات: دیپلم
- فرزند رضا شفیع
- فعالیت در سینما: از ۱۳۴۱ با عروس دهکده
- فعالیت در تلویزیون: از ۱۳۵۴ با مجموعهٔ سرکار استوار

## فیلمشناخت

### سینمایی
- ۱ - صمد خوشبخت می‌شود (۱۳۵۴)
- ۲ - صمد آرتیست می‌شود (۱۳۵۳)
- ۳ - صمد به مدرسه می‌رود (۱۳۵۲)
- ۴ - صمد و قالیچه حضرت سلیمان (۱۳۵۰)
- ۵ - ایستگاه ترن (۱۳۴۵)
- ۶ - مأمور دو جانبه (۱۳۴۵)
- ۷ - افق روشن (۱۳۴۴)
- ۸ - جلاد (۱۳۴۴)
- ۹ - من مادرم (۱۳۴۴)
- ۱۰ - دختر ولگرد (۱۳۴۳)
- ۱۱ - شیطان در می‌زند (۱۳۴۳)
- ۱۲ - جاده مرگ (۱۳۴۲)
- ۱۳ - فرشته‌ای در خانه من (۱۳۴۲)
- ۱۴ - مادر فداکار (۱۳۴۲)
- ۱۵ - اشک شوق (۱۳۴۱)
- ۱۶ - عروس دهکده (۱۳۴۱)
- ۱۷ - گل گمشده (۱۳۴۱)

### محموعه تلویزیونی
- ۱ - مأمور ما صمد در بالاتر از خطر (۱۳۵۴)
- ۲ - سرکار استوار (۱۳۴۷)